# حكومة طاهر المصري
حكومة طاهر المصري هي الحكومة السابعة والسبعون من حكومات المملكة الأردنية الهاشمية. شكّل طاهر المصري الحكومة في 19 يونيو عام 1991م، بتكليف من ملك الأردن الحسين بن طلال. وقد حلّت الحكومة في شهر نوفمبر 1991.

## التشكيل
| الاسم                                          | المهام الوزارية                             |
| ---------------------------------------------- | ------------------------------------------- |
| دولة السيد طاهر نشأت المصري                    | رئيسا للوزراء ووزيرا للدفاع                 |
| معالي المهندس علي محمد عطوي السحيمات           | نائبا لرئيس الوزراء ووزيرا للنقل والاتصالات |
| معالي المهندس رائف يوسف محمود نجم              | وزيرا للاوقاف والشؤون والمقدسات الاسلامية   |
| دولة الدكتور عبدالله عبدالكريم حمدان النسور    | وزيرا للخارجيه                              |
| معالي الدكتور عيد عبدالله قبلان الدحيات        | وزيرا للتربية والتعليم                      |
| معالي الدكتور محمد خليل خلف حموري              | وزيرا للتعليم العالي                        |
| معالي السيد باسل عبدالرحيم منيب جردانه         | وزيرا للماليه                               |
| معالي الدكتور زياد محمد فريز فريز              | وزيرا للتخطيط                               |
| دولة السيد عبدالكريم علاوي الكباريتي           | وزيرا للسياحة والاثار                       |
| معالي السيد عبدالكريم فيصل "ضيف الله" الدغمي   | وزيرا للعمل ووزيرا لشؤون رئاسة الوزراء      |
| معالي السيد "محمدثابت" عبدالرؤوف سليمان الطاهر | وزيرا للطاقة والثروة المعدنية               |
| معالي الدكتور خالد عبدالعزيز سليمان الكركي     | وزيرا للاعلام والثقافة                      |
| معالي السيد عبدالسلام فريحات                   | وزيرا دولة للشؤون البرلمانية                |
| معالي السيد سليم محمد سالم الزعبي              | وزيرا للشؤون البلدية والقروية والبيئة       |
| معالي الدكتور عوني محمد عبدالرحمن البشير       | وزيرا للتنمية الاجتماعية                    |
| معالي المهندس سمير فرحان خليل قعوار            | وزيرا للمياة والري                          |
| معالي السيد محمد فارس فجيج الطراونه            | وزير دولة لشؤون رئاسة الوزراء               |
| معالي السيد جمال حديثه علي الخريشه             | وزير دولة                                   |
| معالي السيد جودت السبول                        | وزير للداخلية                               |
| معالي السيد تيسير رشدي سليمان كنعان            | وزيرا للعدل                                 |
| معالي الدكتور صبحي عبدالفتاح احمد قاسم         | وزيرا للزراعة                               |
| دولة المهندس علي حسين محمد ابوالراغب           | وزيرا للصناعة والتجارة ووزيرا للتموين       |
| معالي الدكتور ممدوح صالح حمد العبادي           | وزيرا للصحه                                 |
| معالي الدكتور صالح شفيق خليل ارشيدات           | وزيرا للشباب                                |

التعديل 05/10/1991
| الاسم                                        | المهام الوزارية                           |
| -------------------------------------------- | ----------------------------------------- |
| معالي الدكتور كامل صالح فريح ابوجابر         | وزيرا للخارجيه                            |
| معالي الدكتور قسيم محمد عجاج عبيدات          | وزير دولة لشؤون رئاسة الوزراء             |
| معالي الدكتور خالد عبدالعزيز سليمان الكركي   | وزيرا للثقافه ووزيرا للتعليم العالي       |
| سماحة الشيخ عزالدين عبدالعظيم الخطيب التميمي | وزيرا للاوقاف والشؤون والمقدسات الاسلامية |
| معالي الدكتور عبدالرزاق بديوي إسماعيل طبيشات | وزيرا للشؤون البلدية والقروية والبيئة     |
| معالي السيد محمود الشريف                     | وزيرا للاعلام                             |

التعديل 24/10/1991
| الاسم                               | المهام الوزارية                                    |
| ----------------------------------- | -------------------------------------------------- |
| معالي الدكتور قسيم محمد عجاج عبيدات | وزير دولة لشؤون رئاسة الوزراء ووزيراللعمل بالوكالة |

## وصلات خارجية
- موقع رئاسة الوزراء